# Lena T. Hansson
Lena Teresia Hansson, känd som Lena T. Hansson, född 18 maj 1955 i Sankt Görans församling, Stockholm, är en svensk skådespelare och regissör.

## Biografi
Hansson började som tolvåring att medverka i Vår Teater. Hon sökte till Scenskolan 1974, men kom inte in och var då nära att ge upp skådespelardrömmen. Samma år debuterade hon dock i Kjell Gredes En enkel melodi och uppmuntrades där av Grede att söka skolan på nytt, vilket hon gjorde och kom in 1975. Hon tog examen därifrån 1978 och via Parkteatern kom hon 1981 till Stockholms Stadsteater. Där stannade hon fram till 1994, då hon blev frilans.
Utöver film och teater arbetar Hansson med inläsning av ljudböcker.

### Privatliv
Hansson är sambo med Peter Haber. Tillsammans har de en son född 1995. Hansson har även en son, född 1986, från ett tidigare förhållande.

## Filmografi
| År        | Titel                                   | Notering |
| --------- | --------------------------------------- | -------- |
| 1974      | En enkel melodi                         |          |
| 1975      | En kille och en tjej                    |          |
| 1978      | Urcellen Ellen                          | TV-serie |
| 1979      | Barbies värld                           |          |
| 1982      | Mamma                                   |          |
| 1982      | Oldsmobile                              |          |
| 1984      | Pengarna gör mannen                     |          |
| 1986      | Som ni vill ha det                      |          |
| 1986      | Bröderna Mozart                         |          |
| 1986      | Amorosa                                 |          |
| 1986      | Ester – om John Bauers hustru           |          |
| 1987      | Saxofonhallicken                        |          |
| 1987      | Jim och piraterna Blom                  |          |
| 1988      | Go'natt Herr Luffare                    |          |
| 1988      | Livsfarlig film                         |          |
| 1988      | Behöriga äga ej tillträde               |          |
| 1988      | Oväder                                  |          |
| 1988      | Xerxes                                  | TV-serie |
| 1989      | Flickan vid stenbänken                  |          |
| 1989      | Hoppa högst                             |          |
| 1989      | Täcknamn Coq Rouge                      |          |
| 1989      | Till Orfeus                             |          |
| 1989      | Tre kärlekar                            | TV-serie |
| 1990      | Ebba och Didrik                         | TV-serie |
| 1990      | Den fjärde och femte kvinnan            |          |
| 1991      | Den goda viljan                         | TV-serie |
| 1991      | Askungen och jag                        |          |
| 1992      | Jönssonligan och den svarta diamanten   |          |
| 1993      | Polis polis potatismos                  |          |
| 1994      | Sommarmord                              |          |
| 1994      | Bara du & jag                           |          |
| 1994      | Rapport till himlen                     | TV-serie |
| 1996      | Lilla Jönssonligan och cornflakeskuppen |          |
| 1998      | Beck – Öga för öga                      |          |
| 1998      | Kvinnan i det låsta rummet              | TV-serie |
| 1998      | I goda händer                           |          |
| 2000      | Hur som helst är han jävligt död        |          |
| 2001      | En förälskelse                          |          |
| 2002      | Olivia Twist                            | TV-serie |
| 2003      | Paradiset                               |          |
| 2006      | Mäklarna                                | TV-serie |
| 2006      | Små mirakel och stora                   |          |
| 2008      | Om ett hjärta                           | TV-serie |
| 2010      | Änglagård – tredje gången gillt         |          |
| 2013–2017 | Fröken Frimans krig                     | TV-serie |
| 2018      | Andra åket                              | TV-serie |

### Regi
- 2001 – Agnes (TV-serie)
- 2002 – Mrs Klein (TV-pjäs)

## Teater

### Roller (ej komplett)
| År   | Roll                                          | Produktion                                                                 | Regi             | Teater                   |
| ---- | --------------------------------------------- | -------------------------------------------------------------------------- | ---------------- | ------------------------ |
| 1980 | Fabriksflickan m. fl                          | Fabriksflickorna, makten och härligheten Margareta Garpe och Suzanne Osten | Suzanne Osten    | Stockholms stadsteater   |
| 1982 |                                               | Aniara Harry Martinson                                                     | Helge Skoog      | Stockholms stadsteater   |
| 1985 | Giacinta                                      | Sommarnöjet Carlo Goldoni                                                  | Göran O Eriksson | Stockholms stadsteater   |
| 1989 |                                               | Hur andra älskar Alan Ayckbourn                                            | Olof Thunberg    | Intiman                  |
| 2002 | Anna Andrejevna, borgmästarens hustru         | Revisorn Nikolaj Gogol                                                     | Lars Amble       | Chinateatern             |
| 2017 |                                               | Romeo och Julia William Shakespeare                                        | Peter Oskarson   | Helsingborgs stadsteater |
| 2018 | Vittne Isabeau de Bavière Jean Duval (jurist) | Jeanne d’Arc Annika Silkeberg                                              | Annika Silkeberg | Helsingborgs stadsteater |

## Priser och utmärkelser
- 1987 - Kurt Linders stipendium
- 1988 - Guldbagge (för bästa kvinnliga huvudroll i filmen Livsfarlig film)

### Fotnoter
1. ↑  Sveriges befolkning
2000:
Hansson, Lena Teresia
(1955-05-18)
Försäkringskassan, uttag avseende 20001231 (2014)
2. 1 2  ”Lena T. Hansson”. Svensk Filmdatabas. Arkiverad från originalet den 16 april 2016. https://web.archive.org/web/20160416015905/http://www.sfi.se/sv/svensk-filmdatabas/Item/?type=PERSON&itemid=89592&iv=BIOGRAPHY. Läst 23 juli 2012.
3. ↑  ”Ljudbok - Lena T. Hansson ... - Sök”. biblioteket.stockholm.se. http://biblioteket.stockholm.se/sok/mediatype/Ljudbok?freetext=Lena+T.+Hansson+.... Läst 6 september 2019.
4. ↑  ”Lena T. Hansson”. IMDb.com. http://www.imdb.com/name/nm0361448/. Läst 23 juli 2012.
5. ↑  Bengt Jahnsson (1 oktober 1989). ”'Hur andra älskar' på Intima teatern: Komedifars utan temperament”. Dagens Nyheter:  s. 25. http://arkivet.dn.se/arkivet/tidning/1989-10-01/266/25. Läst 23 augusti 2015.
6. ↑  ”Chinateatern”. Revisorn. Arkiverad från originalet den 24 juni 2015. https://web.archive.org/web/20150624015559/http://www.chinateatern.se/show/revisorn/. Läst 23 juni 2015.